# Мурфатлар
Мурфатлар (рум. Murfatlar) — город в жудеце Констанца в Румынии. Административно городу также подчинено село Симинок (население 1058 человек, 2002 год).
Город расположен на расстоянии  186 км к востоку от Бухареста, 18 км западнее Констанцы, 142 км южнее Галаца, на румынском канале Дунай — Чёрное море.

## Этимология
С 1921 по 1965 год и с 1975 по 2007 год город носил название Басараби.

## Население
По данным переписи населения 2002 года в городе проживало 10 857 человек.
Этнический состав населения города:
| Этническое происхождение | Число человек | Процент |
| ------------------------ | ------------- | ------- |
| румыны                   | 9801          | 90,3%   |
| татары                   | 705           | 6,5%    |
| цыгане                   | 272           | 2,5%    |
| турки                    | 62            | 0,6%    |
| русские-липоване         | 9             | 0,1%    |
| венгры                   | 5             | < 0,1%  |
| болгары                  | 2             | < 0,1%  |
| немцы                    | 1             | < 0,1%  |

Родным языком назвали:
| Язык       | Число человек | Процент |
| ---------- | ------------- | ------- |
| румынский  | 10086         | 92,9%   |
| татарский  | 567           | 5,2%    |
| цыганский  | 133           | 1,2%    |
| турецкий   | 60            | 0,6%    |
| русский    | 5             | < 0,1%  |
| венгерский | 4             | < 0,1%  |
| немецкий   | 1             | < 0,1%  |
| болгарский | 1             | < 0,1%  |

Состав населения города по вероисповеданию:
| Религия        | Число человек | Процент |
| -------------- | ------------- | ------- |
| православные   | 9694          | 89,3%   |
| мусульмане     | 771           | 7,1%    |
| пятидесятники  | 249           | 2,3%    |
| баптисты       | 78            | 0,7%    |
| римо-католики  | 31            | 0,3%    |
| адвентисты     | 7             | 0,1%    |
| греко-католики | 5             | < 0,1%  |
| лютеране       | 2             | < 0,1%  |
| атеисты        | 2             | < 0,1%  |
| унитарии       | 1             | < 0,1%  |

## Достопримечательности

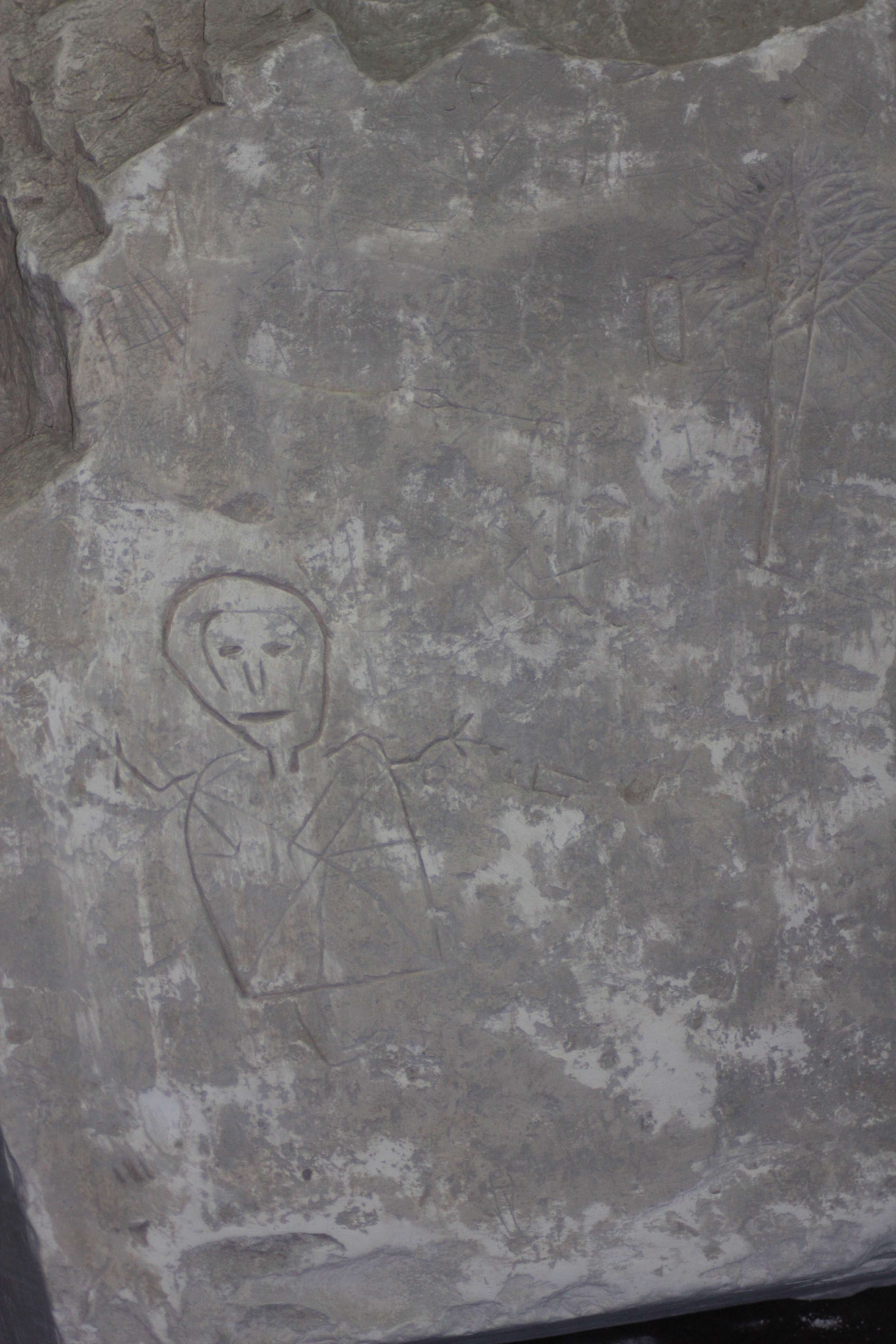
Граффити из Мурфатларский пещерный комплекс

Близ Мурфатлара (Басараби) находится Мурфатларский пещерный комплекс. Руническая группа из храмового комплекса Мурфатлар имеет сходство с надписями на предметах Надьсентмиклошского клада и с рунами из бассейна Дона. Часть знаков из Мурфатлара, чья нижняя датировка опускается к IX веку, напоминает глаголические, а также кириллические формы, но они означают 
другие, неизвестные в славянских алфавитах фонемы. Возможно, 
речь идёт об алфавите, послужившем в последующем образцом для глаголицы.

## Персоналии
В городе родился президент Румынии Траян Бэсеску.

## Внешние ссылки
- Данные про город  Мурфатлар на сайте Ghidul Primăriilor